# Unforgiven 2006
Unforgiven 2006 was een professioneel worstel-pay-per-viewevenement dat georganiseerd werd door de World Wrestling Entertainment. Dit evenement was de 9e editie van Unforgiven en vond plaats in het Air Canada Centre in Toronto op 17 september 2006.
Het "main event" van dit evenement was een Tables, Ladders and Chairs match voor het WWE Championship tussen kampioen Edge en John Cena.

## Wedstrijden
| Nr.                                                                          | Match | Winnaar(s)         |
| ---------------------------------------------------------------------------- | --- | ------------------ |
| -                                                                            | Shelton Benjamin vs. Super Crazy in een een-op-eenmatch | Super Crazy        |
| 1                                                                            | Johnny Nitro (c) (met Melina) vs. Jeff Hardy in een een-op-eenmatch voor het WWE Intercontinental Championship                                                         | Johnny Nitro (c)   |
| 2                                                                            | Kane vs. Umaga (met Armando Alejandro Estrada) in een een-op-eenmatch                                                                                                  | Geen winnaar1      |
| 3                                                                            | Spirit Squad (Kenny & Mikey) (c) (met Mitch, Johnny & Nicky) vs. The Highlanders (Robbie & Rory McAllister) in een tag team match voor het World Tag Team Championship | Spirit Squad (c)   |
| 4                                                                            | D-Generation X (Triple H & Shawn Michaels) vs. Vince McMahon, Shane McMahon & The Big Show in een Handicap Hell in a Cell match                                        | D-Generation X     |
| 5                                                                            | Lita (c) vs. Trish Stratus in een een-op-eenmatch voor het WWE Women's Championship                                                                                    | Trish Stratus (nc) |
| 6                                                                            | Randy Orton vs. Carlito in een een-op-eenmatch | Randy Orton        |
| 7                                                                            | Edge (c) (met Lita) vs. John Cena2 in een Tables, Ladders and Chairs match voor het WWE Championship                                                                   | John Cena (nc)     |
| (c) huidige kampioen voor en na de match \| (nc) nieuwe kampioen na de match | |                    |

1 De wedstrijd tussen Kane en Umaga eindigde in een dubbele countout.

2 Als John Cena de wedstrijd verloor, dan werd hij naar SmackDown! getransfereerd.